# VID
VID (ryska: ВИД, stiliserad som ВИD, bokstavligen "vy"; akronym för Vzglyad i Drugiye, "perspektiv och andra"), även känd som VIDgital (ryska: ВИDgital), är ett ryskt och ex-sovjetiskt tv-produktionsbolag grundades 1987. VID är mest känt för att ha producerat tv-programmen en (ryska: Жди меня), designade för att hjälpa människor att hitta sina nära och kära, och en (ryska: Поле чудес), som är en populär rysk version av Wheel of Fortune. Företaget är också känt för sin "råa och skrämmande" logotyp, både ljudmässigt och visuellt. Efter introduktionen av den här logotypen kom det många klagomål från föräldrar och små barn som tyckte det var skrämmande att se, särskilt eftersom det också föregick barnens titlar. Nyligen har den här logotypen skapat mycket uppmärksamhet på Internet på grund av dess "sällsynthet".